# Dimoro
Dimoro is een bestuurslaag in het regentschap Grobogan van de provincie Midden-Java, Indonesië. Dimoro telt 7528 inwoners (volkstelling 2010).